# Classe Porpoise (sommergibile Stati Uniti)
La classe Porpoise era una classe di sommergibili statunitensi della seconda guerra mondiale, allargata rispetto alla precedente Classe Cachalot per contenere nuovi motori e generatori elettrici, e dalla quale sono state sviluppate le successive classi Salmon, Sargo, Tambor, Gato, Balao e Tench. I battelli in alcuni casi vengono riferiti come appartenenti alla classe P.

## Costruzione
Furono dieci i sommergibili di questa classe ordinati, divisi tra due cantieri. Quelli costruiti a Portsmouth vennero rivettati mentre gli altri avevano gli scafi saldati. Nei primi esemplari le batterie, molto potenti, erano soggette ad incendi ed archi voltaici.

## Navi nella classe
La classe Porpoise consisteva nelle seguenti sottoclassi:
P-1
| Nome     | Numero di scafo | Costruttore               | Impostata        | Varata            | Accettata in servizio | Radiata          | Destino                                             |
| -------- | --------------- | ------------------------- | ---------------- | ----------------- | --------------------- | ---------------- | --------------------------------------------------- |
| Porpoise | SS-172          | Portsmouth Naval Shipyard | 27 ottobre 1933  | 20 giugno 1935    | 15 agosto 1935        | 15 novembre 1945 | Nave di addestramento della riserva; rottamata 1957 |
| Pike     | SS-173          | Portsmouth Naval Shipyard | 20 dicembre 1933 | 12 settembre 1935 | 2 dicembre 1935       | 15 novembre 1945 | Nave di addestramento della riserva; rottamata 1957 |

P-3 Type
| Nome   | Numero di scafo | Costruttore   | Impostata        | Varata           | Accettata in servizio | Radiata          | Destino                                                                            |
| ------ | --------------- | ------------- | ---------------- | ---------------- | --------------------- | ---------------- | ---------------------------------------------------------------------------------- |
| Shark  | SS-174          | Electric Boat | 24 ottobre 1933  | 21 maggio 1935   | 25 gennaio 1936       | 11 febbraio 1942 | Perso 11 febbraio 1942, probabilmente per il fuoco del cacciatorpediniere Yamakaze |
| Tarpon | SS-175          | Electric Boat | 22 dicembre 1933 | 4 settembre 1935 | 12 marzo 1936         | 15 novembre 1945 | Nave di addestramento della riserva; affondato come bersaglio nel 1957             |

P-5 Type
| Nome     | Hull no. | Costruttore           | Impostata        | Varata            | Accettata in servizio | Radiata                 | Destino                                                                          |
| -------- | -------- | --------------------- | ---------------- | ----------------- | --------------------- | ----------------------- | -------------------------------------------------------------------------------- |
| Perch    | SS-176   | Electric Boat         | 25 febbraio 1935 | 9 maggio 1936     | 19 novembre 1936      | 3 marzo 1942            | Perso 3 marzo 1942                                                               |
| Pickerel | SS-177   | Electric Boat         | 25 marzo 1935    | 7 July 1936       | 26 gennaio 1937       | aprile 1943             | Perso per azione nemica aprile 1943                                              |
| Permit   | SS-178   | Electric Boat         | 6 giugno 1935    | 5 ottobre 1936    | 17 marzo 1937         | 15 novembre 1945        | rottamata 1958                                                                   |
| Plunger  | SS-179   | Portsmouth Navy Yard  | 17 July 1935     | 8 July 1936       | 19 novembre 1936      | 15 novembre 1945        | Nave di addestramento della riserva; rottamata 1957                              |
| Pollack  | SS-180   | Portsmouth Navy Yard  | 1 ottobre 1935   | 15 settembre 1936 | 15 gennaio 1937       | 21 settembre 1945       | rottamata 1947                                                                   |
| Pompano  | SS-181   | Mare Island Navy Yard | 14 gennaio 1936  | 11 marzo 1937     | 12 giugno 1937        | agosto o settembre 1943 | Perso agosto o settembre 1943, probabilmente per azione nemica 17 settembre 1943 |

## Impiego operativo

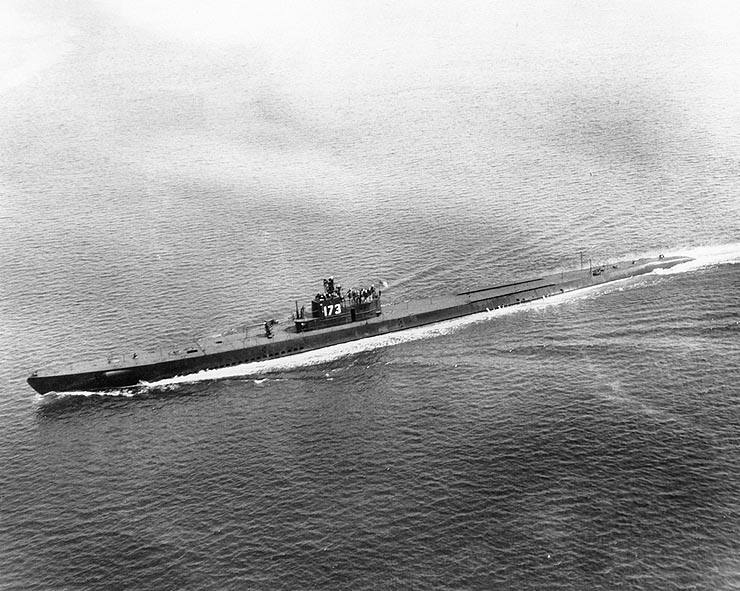
Lo USS Pike nei pressi di New London, Connecticut, il 5 maggio 1944; la nave svolgeva un ruolo addestrativo

Allo scoppio della seconda guerra mondiale le navi erano dislocate nelle Filippine in previsione di un attacco giapponese, ma sfuggirono agli attacchi aerei del 10 dicembre prendendo il largo immediatamente dopo l'attacco di Pearl Harbor. Due battelli andarono persi nel 1942 ed altri due nel 1943.
Per l'inizio del 1945 i superstiti vennero ritirati ed utilizzati per addestramento a New London, e nel dopoguerra quattro dei sommergibili superstiti vennero radiati ed usati come battelli da addestramento statico.